# بشرویه
بُشرویه، مرکز شهرستان بشرویه، واقع در استان خراسان جنوبی می‌باشد. این شهر در شمال غربی استان خراسان جنوبی قرار گرفته است و براساس سرشماری سال ۱۳۹۵ جمعیت ۱۶٬۴۲۶ نفری را در خود جای داده است.

## ویژگی‌های کلی
این شهر در موقعیت ۳۳٫۸ درجه شمالی و ۵۷٫۴ درجه شرقی، در شرق ایران و در شمال غرب استان خراسان جنوبی، در ۸۸ کیلومتری جنوب غربی فردوس و ۱۲۰ کیلومتری شمال شرقی طبس واقع است. مردم بشرویه مسلمان و پیرو مذهب شیعه هستند

## آب و هوا و اقلیم
با توجه به قرارگیری در مجاورت کویر، آب و هوای این شهر گرم و کویری است.

## ویژگی‌های تاریخی
بشرویه به دلیل حفظ بافت سنتی زیبای خود و بادگیرهای زیبای آن به شهر بادگیرها در خراسان معروف است و بادگیر خانه مستوفی در بشرویه یکی از منحصر به فردترین بادگیرها در ایران است همچنین اولین موزه خصوصی ایران در این شهر وجود دارد. بشرویه از شهرهای تاریخی و قدیمی با عمری چند صد ساله است..

## کشاورزی
بیشتر مردم این دیار به حرفه کشاورزی اشتغال دارند. کشاورزی مبتنی بر منابع زیرزمینی آب و زمین‌های مستعد این منطقه است و عمده محصولات به عمل آمده پنبه، جو، گندم، پسته، خربزه و هندوانه می‌باشند که در این بین کشت و برداشت پسته اگر چه از قدیم انجام می‌شده، ولی به تازگی رونق ویژه‌ای گرفته است. همچنین این شهرستان یکی از قطب‌های تولید پنبه در کشور است و پنبه مرغوبی دارد.

## فرهنگ و آداب و رسوم
از مهم‌ترین آداب این منطقه که از گذشتگان به یادگار مانده است، برگزار کردن مراسم در ایام محرم است که به صورت بسیار حزین و با اجتماع زیادی برگزارمی‌شود. در این ایام مردم بسیاری از شهرهای دیگر برای شرکت در این مراسم و دیدن عزاداری به این شهر مسافرت می‌کنند. حسینه حاج علی اشرف و منزل آقا هر سال در ایام محرم جمع کثیری از مردم را در دل خود جای می‌دهند در این ایام مراسم علم گردانی که از چهارصد سال پیش در حسینیه حاج علی اشرف انجام می‌شده همچنان با همان شیوه قدیم خود و با نوای حسین حسین برگزار می‌شود و یکی از زیباترین شکل‌های عزاداری ایام محرم است.
ریگزار و کویر بشرویه از جاذبه‌های این شهرستان است و مکان بسیار خوبی برای رصد ستارگان می‌باشد و هرساله تعداد زیادی در گردشگر برای دیدن این مکان به بشرویه سفر می‌کنند.
یکی از بهترین مراکز رصد نجومی و مشاهده بارش شهابی برساوشی در ایران کویر بشرویه است که همه ساله جشنواره «شهاب باران بر ساوشی» در ایام شهاب باران در این شهرستان بشرویه برگزار می‌شود و این جشنواره در تقویم رویدادهای گردشگری جمهوری اسلامی ایران با شماره ۱۰۲۰۹۳۷۵ به ثبت رسیده است.
در گواهینامه ثبت رویداد فوق آمده است: رویداد گردشگری «جشنواره شهاب باران برساوشی» واقع در شهرستان بشرویه (خراسان جنوبی) که هر ساله در بازه زمانی بیست و یکم مرداد ماه الی بیست و دوم مرداد ماه برگزار می‌گردد در تاریخ ۱۴۰۲/۰۶/۱۹ و با شماره ۱۰۲۰۹۳۷۵، در سطح «محلی» در «فهرست رویدادهای گردشگری جمهوری اسلامی ایران به ثبت رسیده است.
شهر بشرویه دارای چند بازارچه صنایع دستی مستقر در خانه‌های قدیمی (دوره ایلخانی تا قاجار) است و از صنایع دستی این شهر می‌توان به برک بافی، جاجیم بافی، پخل بافی، فرش بافی، مینا کاری، سفالگری و خراطی و معرق کاری اشاره کرد.

## نامگذاری
کلمه «بُشرویه» مرکب از دو بخش «بُش» و «رویه» است و دلالت دارد بر منطقه‌ای که محل رویش «بُش» است و بُش در نظر اهالی و معمرین شهر، بوته‌ای خودرو از تیره گیاهان کم‌آب کویری و بیابانی بوده که برای ادامه حیات خود احتیاج به آب فراوانی نداشته و در اصطلاح مردم «تِرِخ» یا «درمنه» نامیده می‌شده است که در اصل «دِرِمنه» است. البته نظرها در این مورد متفاوت است بوته بُش همان درخت بادامشک است که در ارتفاعات بشرویه فراوان می‌روید و در شهرستان فهرج استان کرمان اصطلاح بُش به این درختچه گفته می‌شود.
نظامی در این باب گوید:
| چون درمنه دِرَم ندارد هیچ |  | باد در پیکرش نیارد پیچ |

## سرشناسان
فهرست سرشناسان و نام آوران شهر بشرویه در بخش اهالی بشرویه قابل مشاهده است.

## جمعیت
بر پایه سرشماری عمومی نفوس و مسکن در سال ۱۳۹۵ جمعیت این شهر ۱۶٬۴۲۶ نفر (در ۴٬۹۷۳ خانوار) بوده است.

## شورای اسلامی شهر بشرویه
شورای اسلامی شهر به منظور پیشبرد سریع برنامه‌ها از طریق همکاری مردم و نظارت بر امور شهر تشکیل شده است. شورای اسلامی شهر بشرویه متشکل از ۵ عضو است که برای یک دورهٔ چهار ساله به شیوه انتخابات برگزیده می‌شوند. هم‌چنین نظارت بر عملکرد شهرداری و انتخاب شهردار، تصویب بودجهٔ سالانهٔ شهرداری از دیگر وظایف شورای شهر است. از سال ۱۳۷۸ تاکنون (۱۴۰۰) شش دوره انتخابات شهر و روستا برگزار شده است:

### اعضای شورای ششم ۱۴۰۰–۱۴۰۴
1. حسین شاکری (رئیس شورای اسلامی شهر و نایب رئیس شورای اسلامی شهرستان)[۵]
2. محمد اسماعیلی اول (نایب رئیس شورای شهر و رئیس شورای اسلامی شهرستان)
3. محمدرضا وکیل زاده (عضو شورای اسلامی شهر)
4. علی قلیان اول (عضو شورای اسلامی شهر)
5. محمد مقیمیان هوش (عضو شورای اسلامی شهر)

---
1. مطهره زیبائیان (عضو مستعفی شورای اسلامی شهر در آذرماه ۱۴۰۲)

## جاذبه‌های گردشگری

### آثار تاریخی بشرویه
- خانه تاریخی مستوفی: سه بادگیر مرتفع شامل یک بادگیر مستطیل شکل بزرگ در میانه و دو بادگیر هشت ضلعی در طرفین در خانه اعیانی مستوفی وجود دارد که یادگار دوران قاجاریه است که بادگیری با طول بسیار در خانه اکبری این شهرستان بسیار جذاب و دیدنی ست.[۶]
- موزه خصوصی بشرویه
- آب‌انبار فاضل خان
- آب‌انبار میانده
- منزل شیبانی
- حسینیه حاجی علی اشرف
- سرای سرکه
- حسینیه معیل
- حمام فاضل خان ۱
- حمام فاضل خان ۲
- خانه فروزانفر
- خانه و ساباط مستوفی
- مدرسه علمیه میانده
- مسجد میانده
- مسجد جامع رقه
- قلعه دختر
- پل ترناو
- خانه عموجانی

## جاذبه‌های طبیعی
بشرویه دارای کویر بکر و دست نخورده با تپه‌های ماسه بادی فراوانی ست که قطعاً مورد توجه طبیعت گردان و کویرنوردان قرار می‌گیرد. در کنار کویر بکری که در شرق شهرستان بشرویه قرار گرفته است، روستاهای کوهپایه‌ای و زیبای این شهرستان نیز مثال زدنی ست. روستای کرند در فاصله ۳۵ کیلومتری این شهرستان کوچه باغ‌های فراوانی دارد که صدای دلنشین آبی که از دل کوه سرچشمه گرفته و از میان این کوچه باغ‌ها می‌گذرد، آرامش بخش است.

## حوادث
حوالی ساعت ۱۷:۴۴ سه‌شنبه ۲۲ آذر ۱۴۰۱ زمین‌لرزه‌ای به بزرگی ۵٫۴ ریشتر در ۳۳ کیلومتری بشرویه رخ داد که موجب وارد آمدن خسارت‌های مادی به روستاهای اطراف شد. تا کنون خسارت جانی در اثر این زمین‌لرزه گزارش نشده است.